# William Herschel

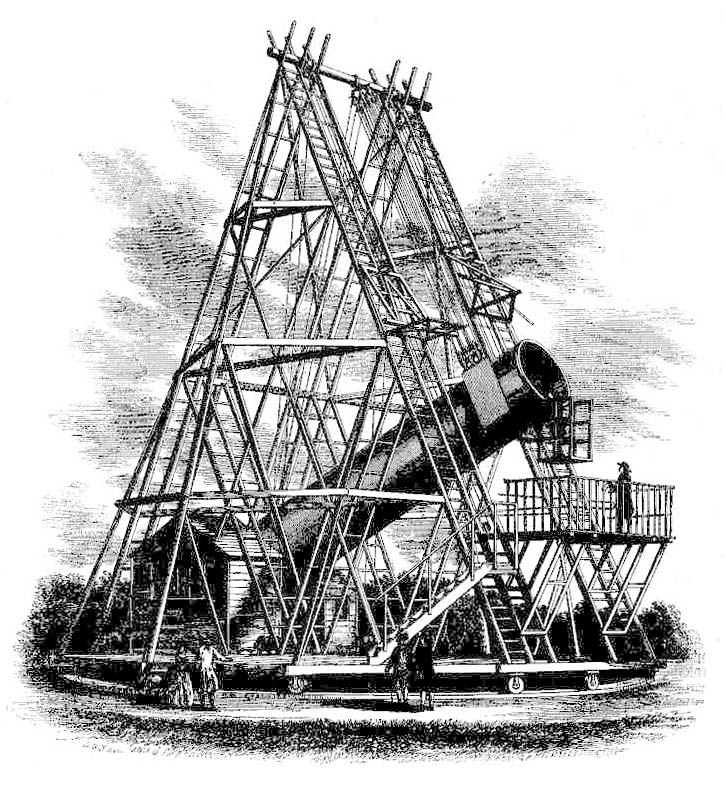
A 40 láb hosszú távcső

Sir Frederick William Herschel (német: Friedrich Wilhelm Herschel), (Hannover, 1738. november 15. – Slough, Anglia, 1822. augusztus 25.) német-angol zeneszerző, csillagász, az Uránusz felfedezője, minden idők egyik legnagyobb megfigyelő csillagásza.

## Élete, munkássága
Friedrich Wilhelm Herschel néven született a németországi Hannoverben, egy tízgyermekes családban. 1755-ben a hannoveri hadsereg tagjaként Nagy-Britanniába vezényelték, mert a két országnak közös uralkodója volt, II. György. Herschel hamar megtanult angolul, Frederick William Herschelre változtatta a nevét, és letelepedett Bath városában. Hozzáköltözött húga, Caroline Herschel, aki nemcsak asszisztense lett, de önálló csillagászati megfigyeléseket is végzett; különösen az üstökösök kutatásában jeleskedett.
Herschel kezdetben zenetanításból élt. Számos zeneművet is szerzett, de ezek többsége nem maradt fenn. 1773 után kezdett a csillagászat iránt érdeklődni; távcsöveit maga készítette. Eleinte a Hold hegyeinek magasságmérésével és egy, a kettőscsillagokat tartalmazó katalógus összeállításával foglalkozott.
Egyetlen gyermeke John Frederick William Herschel angol csillagász és matematikus.

### Az Uránusz
A fordulópontot az hozta el életébe, amikor 1781. március 13-án bathi, a New King Street 19. szám alatti házának udvaráról felfedezte az Uránusz bolygót. A hírnév lehetővé tette, hogy főállású csillagászként dolgozzon tovább. Az új bolygót először támogatója, III. György király tiszteletére Georgium Sidus-nak nevezte el, de ez a név nem terjedt el a világ többi részén. Az Uránusz nevet Johann Elert Bode német csillagász javasolta az ég görög istene, Uranosz tiszteletére.

### Az Uránusz után
1781. december 7-én a Royal Society tagjai közé választották, és a Társaság legnagyobb elismerésével, a Copley-éremmel is kitüntették. Nyolc hónappal később III. György király 200 font évjáradékot adományozott neki, amiért cserébe távcsöves bemutatókat kellett tartania a királyi családnak, tagjai igénye szerint. 1782-ben Datchetbe, 1786-ban Sloughba költözött; ott élt haláláig. 1788. május 7-én feleségül vett egy Mary Pitt nevű lányt. Fiuk, John Herschel a déli égbolt tanulmányozásával szerzett hírnevet.

### Távcsövei
Herschel a csillagászat mellett távcsöveket is készített; csúcsminőségű eszközeit főleg a hivatásos csillagászok keresték. Több mint 400 távcsöve közül a leghíresebb egy 40 láb (12 m) fókusztávolságú és 126 cm átmérőjű főtükörrel szerelt reflektor, amely korának legnagyobb ilyen eszköze volt. Már használatba vételének éjszakáján felfedezett vele egy új Szaturnusz-holdat, majd egy hónapon belül még egyet. Mivel azonban ezt a nagy távcsövet nehéz volt kezelni, többnyire kisebb eszközöket használt.

### A külső bolygók holdjai
Az Uránuszon kívül felfedezte annak két holdját, a Titániát és az Oberont, valamint Szaturnusz két holdját; a Mimast és az Enceladust. Utóbbiak neveit azonban nem ő adta, hanem a fia, John Herschel (1852-ben, illetve 1847-ben).

## Az infravörös sugárzás
Ahogy mind nagyobb és nagyobb távcsöveket épített, egyre több gondot okozott számára egyrészt, hogy a Nap sugarai túl fényes nyalábba gyűltek össze, másrészt, hogy mind jobban felmelegítették a műszert és környezetét. Ezért 1800-ban megvizsgálta, hogy egyenletesen melegítenek-e a különböző színek (különböző hullámhosszú fénynyalábok). A homorú tükörrel összegyűjtött napfényt prizmával bontotta színekre, és mérte, hogyan melegszik fel a hőmérő az egyes színtartományokban. Megállapította, hogy a hőmérő a spektrum lila részén melegszik a legkevésbé, és a melegedés a vörös felé haladva erősödik. Legnagyobb meglepetésére a hőhatás a látható színtartományból kilépve — „a vörösön innen” — tovább erősödött, amiből arra következtetett, hogy a Nap nemcsak fényt bocsát ki, hanem az emberi szem számára láthatatlan „hősugarakat” is — a gyakorlatban ezzel felfedezte az infravörös sugárzást.

### Utolsó évei
1816-ban munkássága elismeréseként lovaggá ütötték. Fontos szerepet játszott a Királyi Csillagászati Társaság elődjének megalapításában.
1822-ben hunyt el csillagvizsgálónak is használt otthonában.

### További jelentős felfedezései
- Rengeteg mélyégobjektumot, kettőscsillagot figyelt meg és katalogizálta is azokat. Nagyrészt ezen adatokból állították össze később az NGC-katalógust.
- Felismerte, hogy a legtöbb kettőscsillag nem csak látszólagos, optikai kettős – ahogyan korábban feltételezték – hanem fizikai kapcsolatban állnak.
- Elsőként jelentette ki – csillagok pozícióméréseire alapozva – hogy a Naprendszer mozog a világűrben.
- A Tejútrendszer tanulmányozása során megállapította, hogy az korong alakú.
- Megalkotta az aszteroida szót.

Fontos tudományos felfedezései ellenére hajlott a legvadabb spekulációkra is: minden bolygón, de még a Napon is elképzelhetőnek tartotta élet jelenlétét, elképzelése szerint a Nap forró légköre alatt egy hidegebb felszín található, ahol megfelelően alkalmazkodott lények élnek.
Kimutatta, hogy a déli napsütés heve két óra 12 perc alatt olvaszthat meg egy inch (kb. 2,5 cm) vastag jégréteget, és ebből kiszámolta, hogy a Nap felszíni hőmérséklete kb. 6000 K.

## Emlékezete
Emlékmúzeumát abban a bathi házban rendezték be, ahonnan az Uránuszt felfedezte.

## A populáris kultúrában
Jules Verne "Gyula" megemlíti a nevét az 1865-ben megjelent Utazás a Holdba című műve 5. fejezetében, mint a Hold tudományos vizsgálatában részt vevő kutatóét.